# فرودگاه شهری آلبانی (میزوری)
فرودگاه شهری آلبانی (میسوری) (به انگلیسی: Albany Municipal Airport (Missouri)) یک فرودگاه همگانی بهره‌برداری هوایی است که یک باند فرود بتن دارد و طول باند آن ۱۰۰۶ متر است. این فرودگاه در کشور ایالات متحده آمریکا قرار دارد و در ارتفاع ۲۷۰ متری از سطح دریا واقع شده‌است.